# Rennequin Sualem

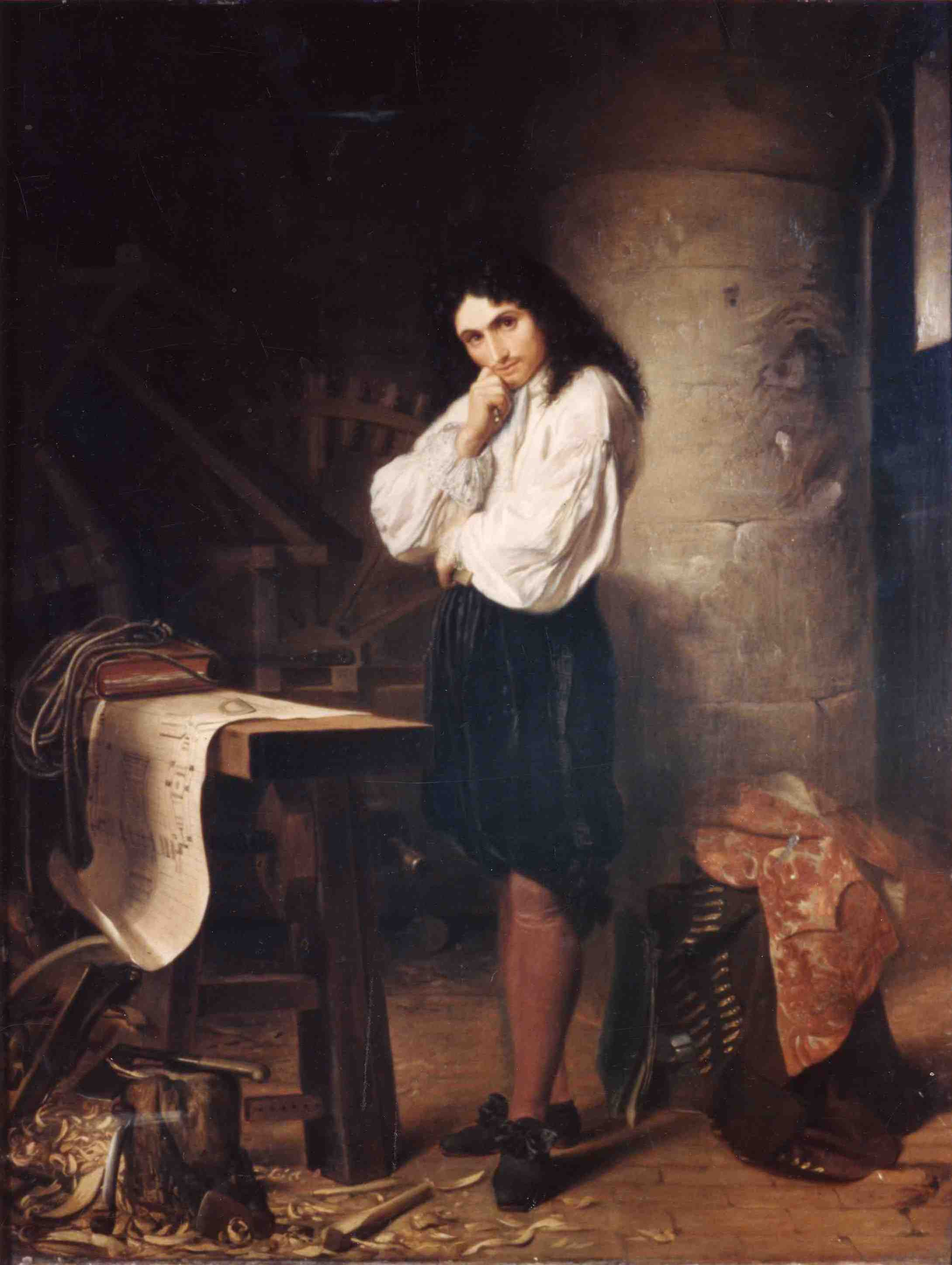
Rennequin Sualem (auf einem Porträt von Charles Le Brun)

Rennequin Sualem (auch Renkin Swalem oder Renkin Sualem; geb. 29. Januar 1645 in Jemeppe-sur-Meuse; gest. 29. Juli 1708) war ein wallonischer Zimmermann und Ingenieur.
Um 1668 baute er eine hydraulische Maschine, um Wasser aus dem Hoyoux zum etwa 60 Meter höher gelegenen Schloss Modave zu pumpen.
Auf Veranlassung des französischen Königs Ludwig XIV. setzte er die Entwürfe von Arnold de Ville zum Bau der Maschine von Marly um. Das Pumpwerk versorgte die Wasserspiele am Schloss Versailles mit Wasser. Der König ernannte ihn daraufhin zum „Premier ingénieur du Roy“.
Rennequin Sualem ist in der Kirche von Bougival begraben.